# NGC 6551
NGC 6551 је ознака објекта на координатама са ректансцензијом 18h 9m 0,0s и деклинацијом - 29° 33" 0'. Открио га је Френсис Ливенворт, 7. јула 1885. Каснијим посматрањима на том положају није уочен никакав астрономски објекат.